# Johann Gottfried Pilarik
Johann Gottfried Pilarik (* 3. April 1705 in Wittenberg; † 1. Mai 1764 in Großenhain) war ein deutscher Superintendent und Kirchenlieddichter.

## Leben und Werk
Die Familie Pilari[c]k stammte ursprünglich aus Ungarn. Pilariks Eltern waren Jeremias Pilarik (1646–1720), der seit 1677 Lehrer an der Schule in Wittenberg war und Maria Mettig heiratete. Sein Großvater Stephan Pilarick (1615–1693) war Kantor, dann Prediger in Ungarn, von wo er vertrieben wurde, danach erster Pfarrer der Exulantenkirche in Neusalza-Spremberg, die nach vierjähriger Bauzeit am 4. Februar 1679 geweiht worden war.
Pilarik besuchte neben Privatunterricht durch seinen Vater zuerst die Schule in Wittenberg, dann ab 1718 die Schule in Magdeburg und studierte an der Universität Wittenberg, wo er 1726 Magister der Philosophie wurde. Anschließend war er Konrektor am Lyceum in Lübben. 1728 erschien eine Gedichtsammlung in drei Bänden mit je ca. 150 Liedern, die als sein Hauptwerk angesehen wird. 1729 wurde er dort Hilfsprediger und Katechet der Kirche Zum Heiligen Geist und 1731 zum Rektor des Lyceums befördert. Schon im darauf folgenden Jahr verließ er die Stadt und wurde vierter Diakon in Wittenberge. 1738 wechselte er als Pastor und Superintendent nach Liebenwerda, 1739 in gleicher Stellung nach Großenhain, wo er bis zu seinem Tod wirkte.
Sein Sohn Gotthilf Pilarik (* 1732 in Lübben; † 1803) wurde 1754 Diakon in Liebenwerda.

## Werke
- Meditationes poeticae in libros biblicos. Frankfurt und Leipzig 1726
- Meditationum poeticarum varii argumenti. Band I, Gaebert, Wittenberg 1726, Band II, Voss, Lübben 1727
- Gottgeheiligte Goldadern der Andacht bezw. poetische Betrachtungen. Band I, Lübben 1728; Band II, Lübben 1728; Band III, Lübben 1729
- Abriß einer Vorbereitung auf das Ende des Jahres. Lübben 1729
- Der in seinen Leiden einsame und verlassene Jesus. Passions-Predigt. Lübben 1730
- Orthodoxam de theologia irregeniti sententiam pietati nonn esse inimicam brevibus probat, et simul ad actionem oratoriam ... invitat. Boellmann, Lübben 1731
- Rationes aliquas, quibus praeceptoris publ. onera levari possunt, brevibus exponit Jo. Gottfr. Pilarik. Lübben 1732
- Einweihungs-Predigt ... [der] wieder erbauten Haupt-Kirche, in der Stadt Hayn. Löwe, Meißen [1749]
- Heilige Vereinigung Des Herzens und der Lippen, Bey dem Gebrauch des schönen Liedes Von Seel. Paul Gerhard O Jesu Christ mein schönstes Licht. Johann Joachim Ahlfeldt, Wittenberg 1734
- Das Haupt-Geschäfte der Christen. Dresden und Leipzig 1750
- Die Krafft derer Thränen Jesu zum Heyl derer Juden. Hekel, Dresden und Leipzig 1750